# Sum (district)
Pour les articles homonymes, voir Sum et Soum.

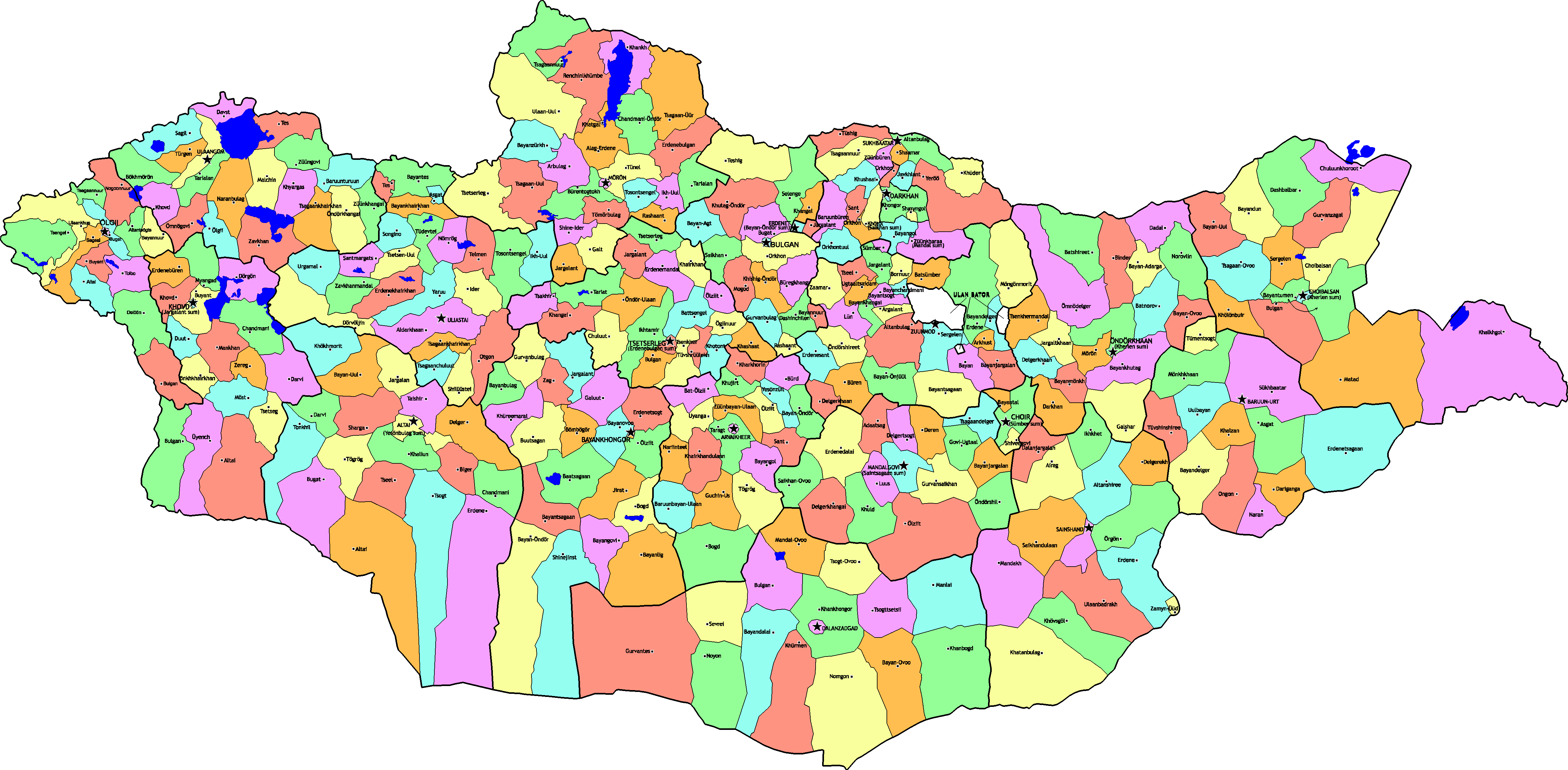
Carte des sum.

Un sum ou soum (mongol : ᠰᠤᠮᠤ, VPMC : sumu, cyrillique : сум, MNS : sum, littéralement : flèche) est une division administrative de deuxième niveau en Mongolie, après l'aïmag. Ce type de subdivision semble avoir été formalisé sous le régime des ligues et bannières de la Dynastie Qing, des Mandchous qui contrôlaient la Chine incluant la Mongolie et Touva. En Mongolie-Intérieure, on utilise les translittérations Soum ou sumu (via le chinois chinois : 苏木 ; pinyin : sūmù).
La Mongolie est divisée en 21 aïmags (provinces), eux-mêmes partagés en sums (districts). Il existe au total 315 sums.
Un sum désigne à la fois le district et la ville (ou village) chef-lieu de ce district. Les Mongols ne font pas la différence, le village étant en général appelé le centre du sum.
Le nombre de sums a souvent évolué. Il en existait 512 en 1930, 306 en 1931, 309 en 1940, 317 en 1945, 200 en 1958 et 357 en 1961.

## Listes des sums par aïmag

### Arkhangai
- Battsengel
- Bulgan
- Chuluut
- Erdenebulgan

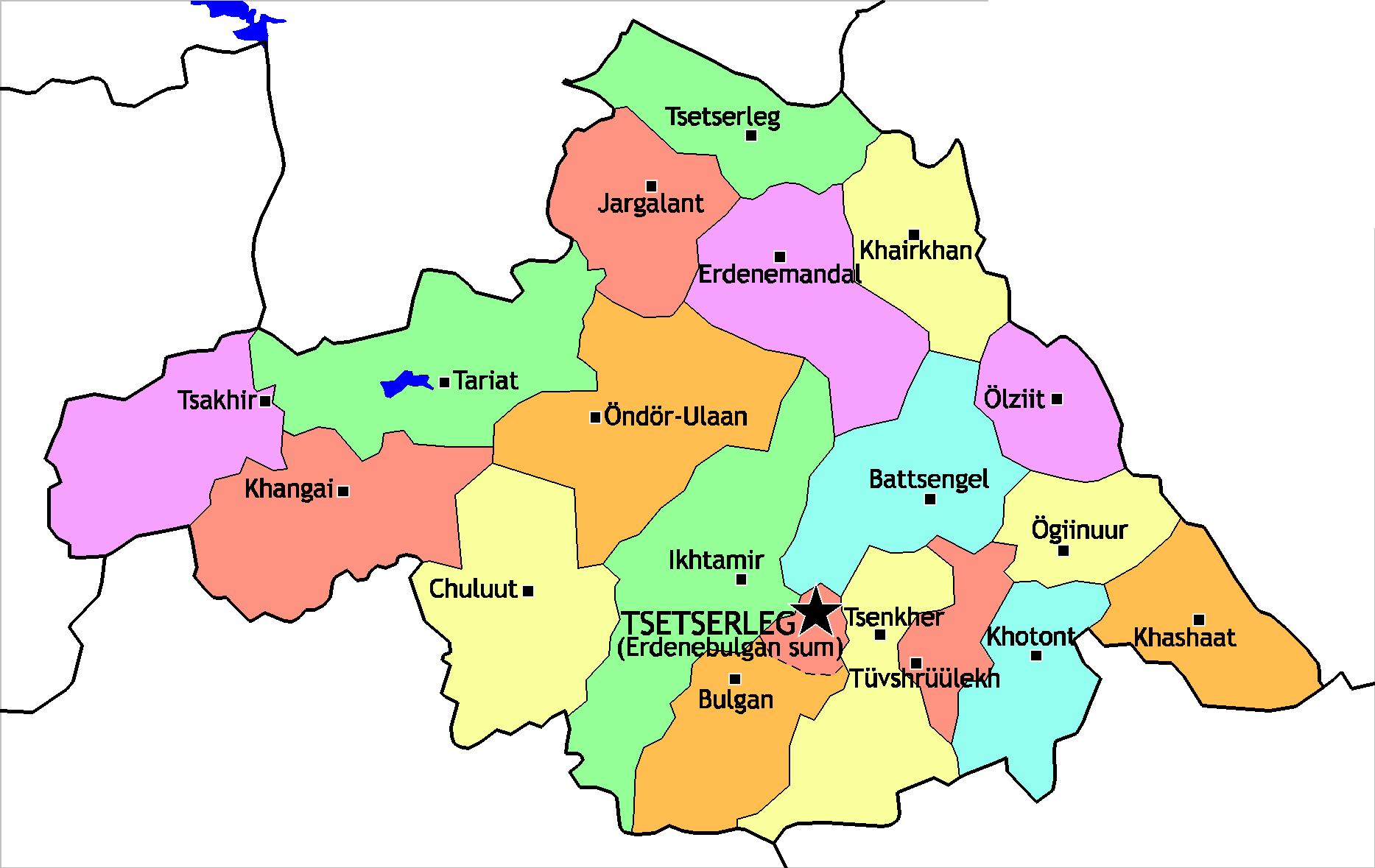
Sums de Arkhangai

- Erdenemandal (ou ville de Tsetserleg)
- Ikhtamir
- Jargalant
- Khangai
- Khashaat
- Khayrkhan
- Khotont
- Ögiynuur
- Ölziyt
- Öndör-Ulaan
- Tariat
- Tsakhir
- Tsenkher
- Tsetserleg
- Tövshrüülekh

### Bayan-Ölgii

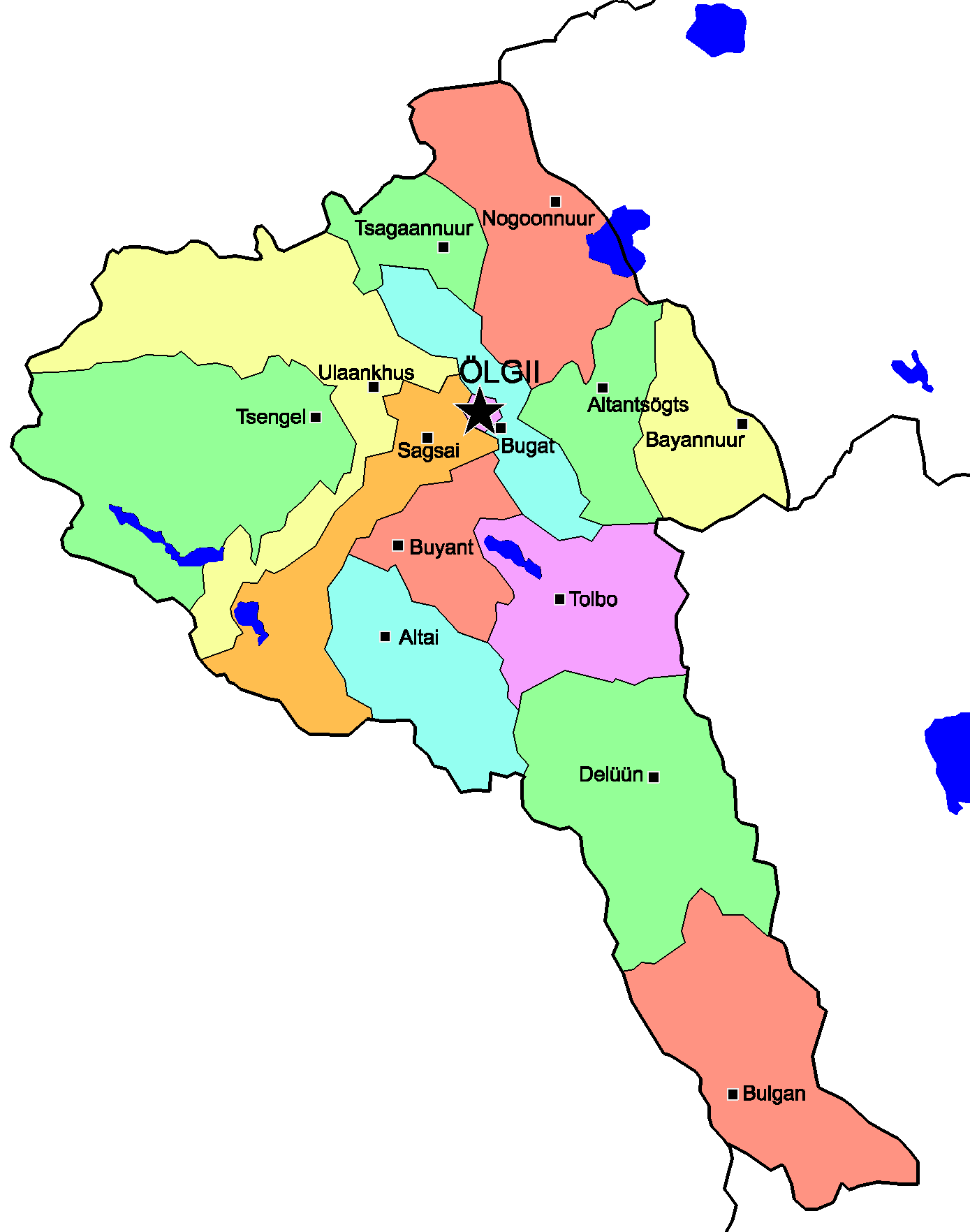
Sums de Bayan-Ölgii

- Altai
- Altantsögts
- Bayannuur
- Bugat
- Bulgan
- Buyant
- Delüün
- Nogoonnuur
- Ölgii
- Sagsai
- Tolbo
- Tsagaannuur
- Tsengel
- Ulaankhus

### Bayankhongor

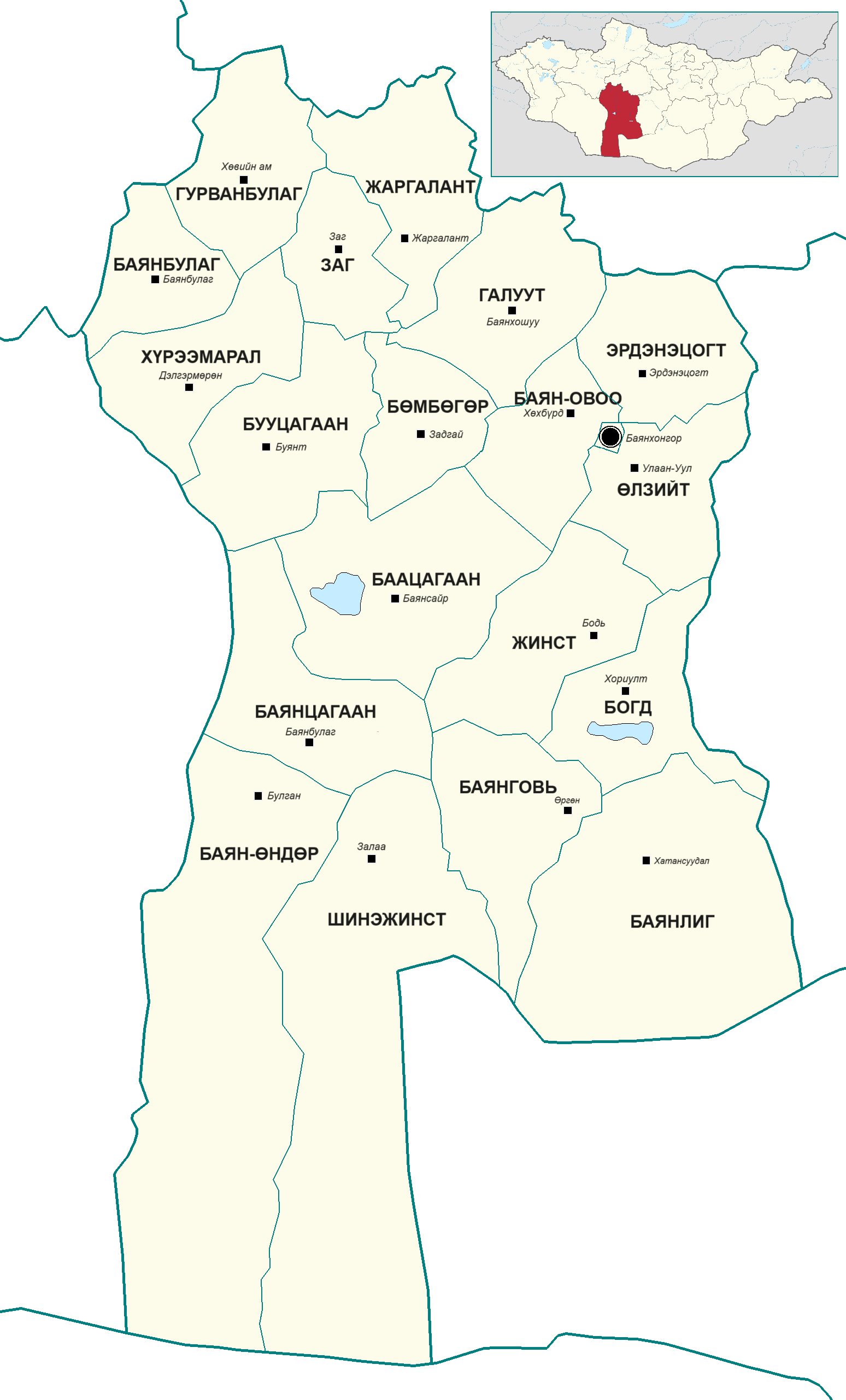
Sums de Bayankhongor

- Baatsagaan
- Bayan-Öndör
- Bayan-Ovoo
- Bayanbulag
- Bayangovi
- Bayanhongor
- Bayanlig
- Bayantsagaan
- Bogd
- Bömbögör
- Buutsagaan
- Erdenetsogt
- Galuut
- Gurvanbulag
- Khüreemaral
- Jargalant
- Jinst
- Ölziit
- Shinejinst
- Zag

### Bulgan

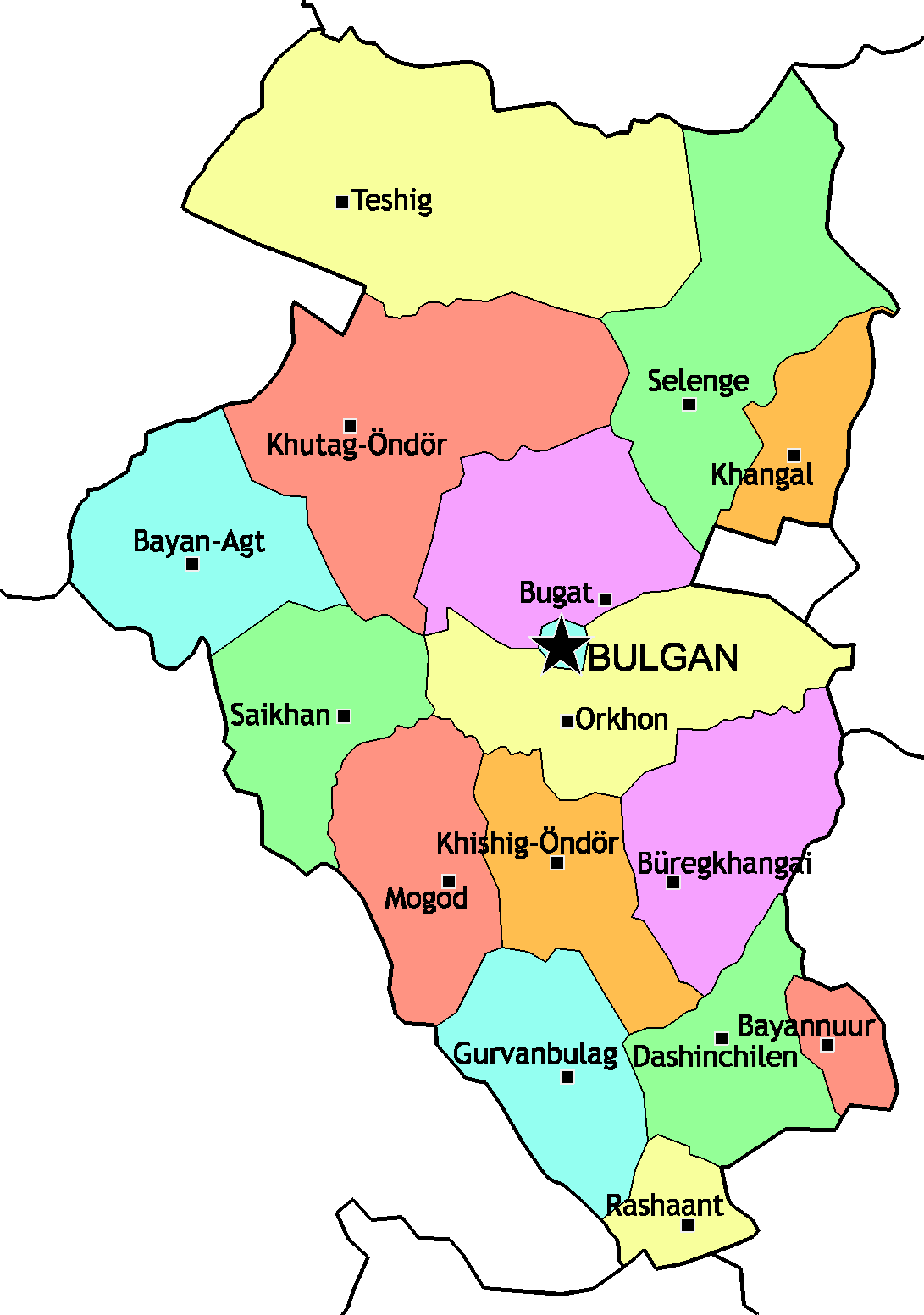
Sums de Bulgan

- Bayan-Agt
- Bayanuur
- Bugat
- Bulgan
- Büregkhangai
- Dashinchilen
- Gurvanbulag
- Khangal
- Khishig-Öndör
- Khutag-Öndör
- Mogod
- Orkhon
- Rashaant
- Saikhan
- Selenge
- Teshig

### Darkhan-Uul

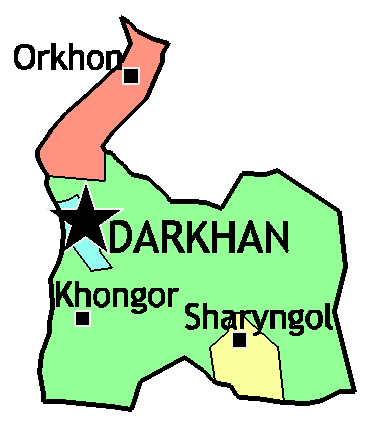
Sums de Darkhan-Uul

- Darkhan
- Khongor
- Orkhon
- Sharyngol

### Dornod

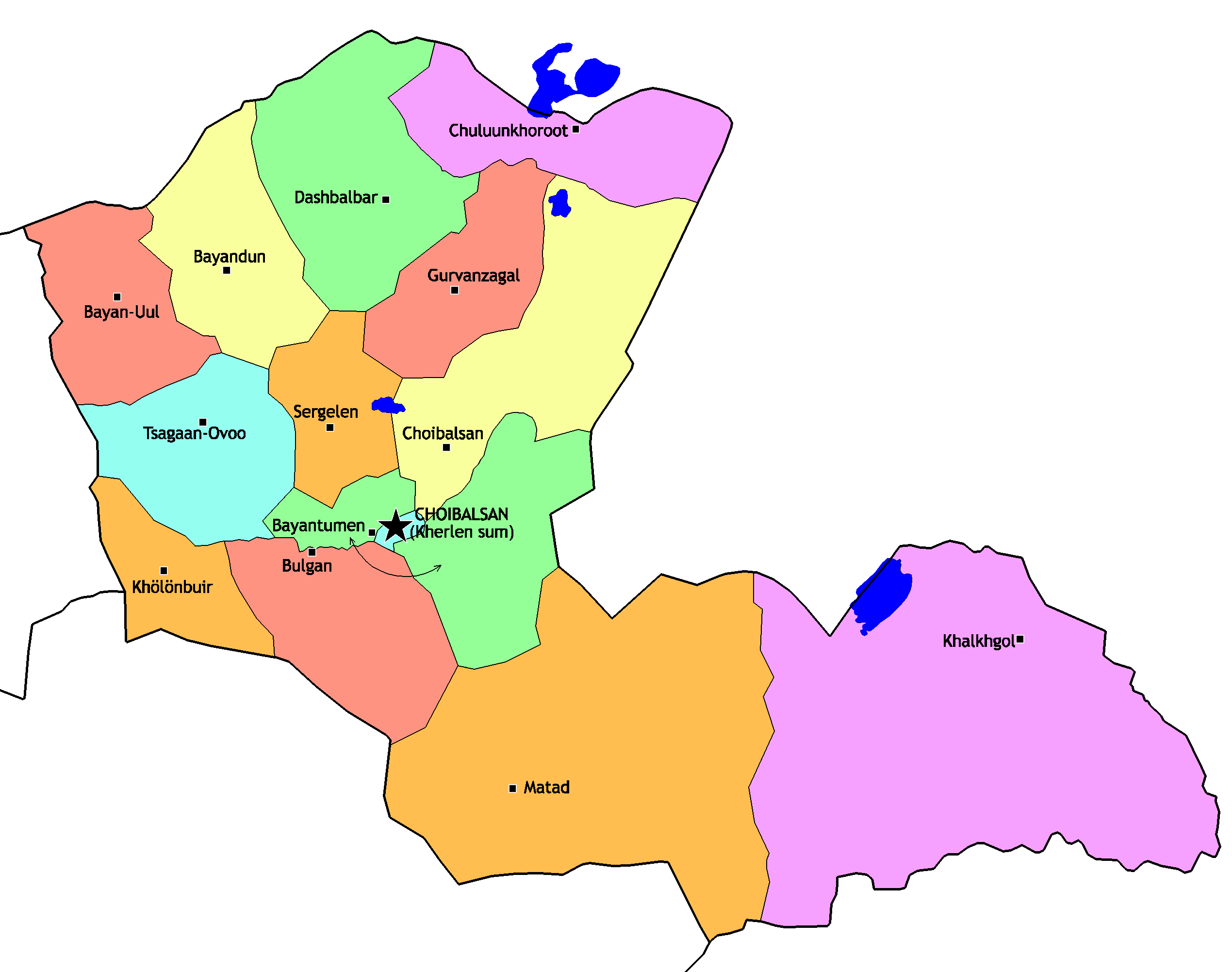
Sums de Dornod

- Bayan-Uul
- Bayandun
- Bayantümen
- Bulgan
- Choibalsan (sum)
- Chulunkhoroot
- Dashbalbar
- Gurvanzagal
- Khalkhgol
- Kherlen
- Khölönbuir
- Matad
- Sergelen
- Tsagaan-Ovoo

### Dornogovi

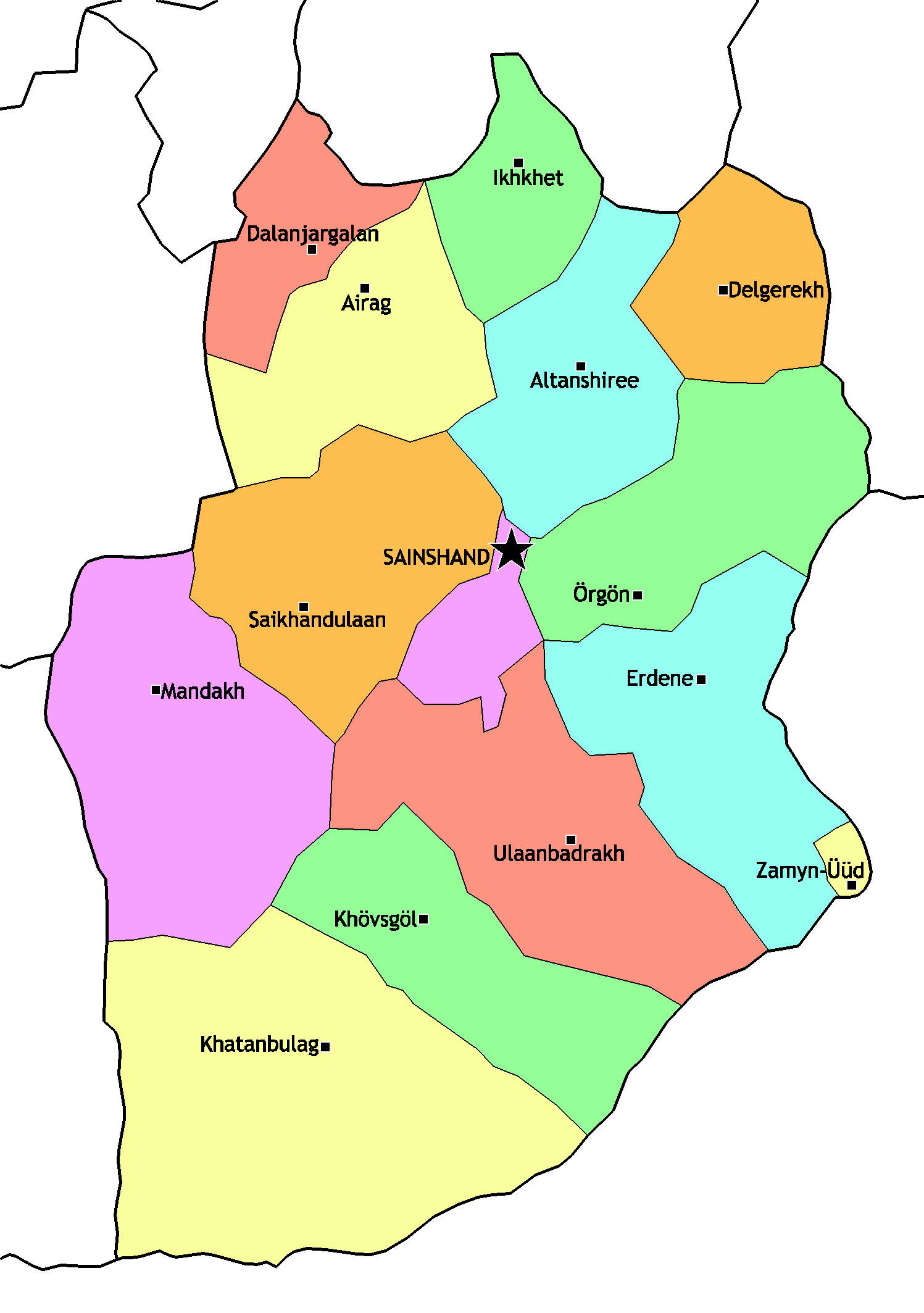
Sums de Dornogovi

- Altanshiree
- Airag
- Dalanjargalan
- Delgerekh
- Erdene
- Khatanbulag
- Khövsgöl
- Ikhkhet
- Mandakh
- Örgön
- Saikhandulaan
- Sainshand
- Ulaanbadrakh
- Zamyn-Üüd

### Dundgovi

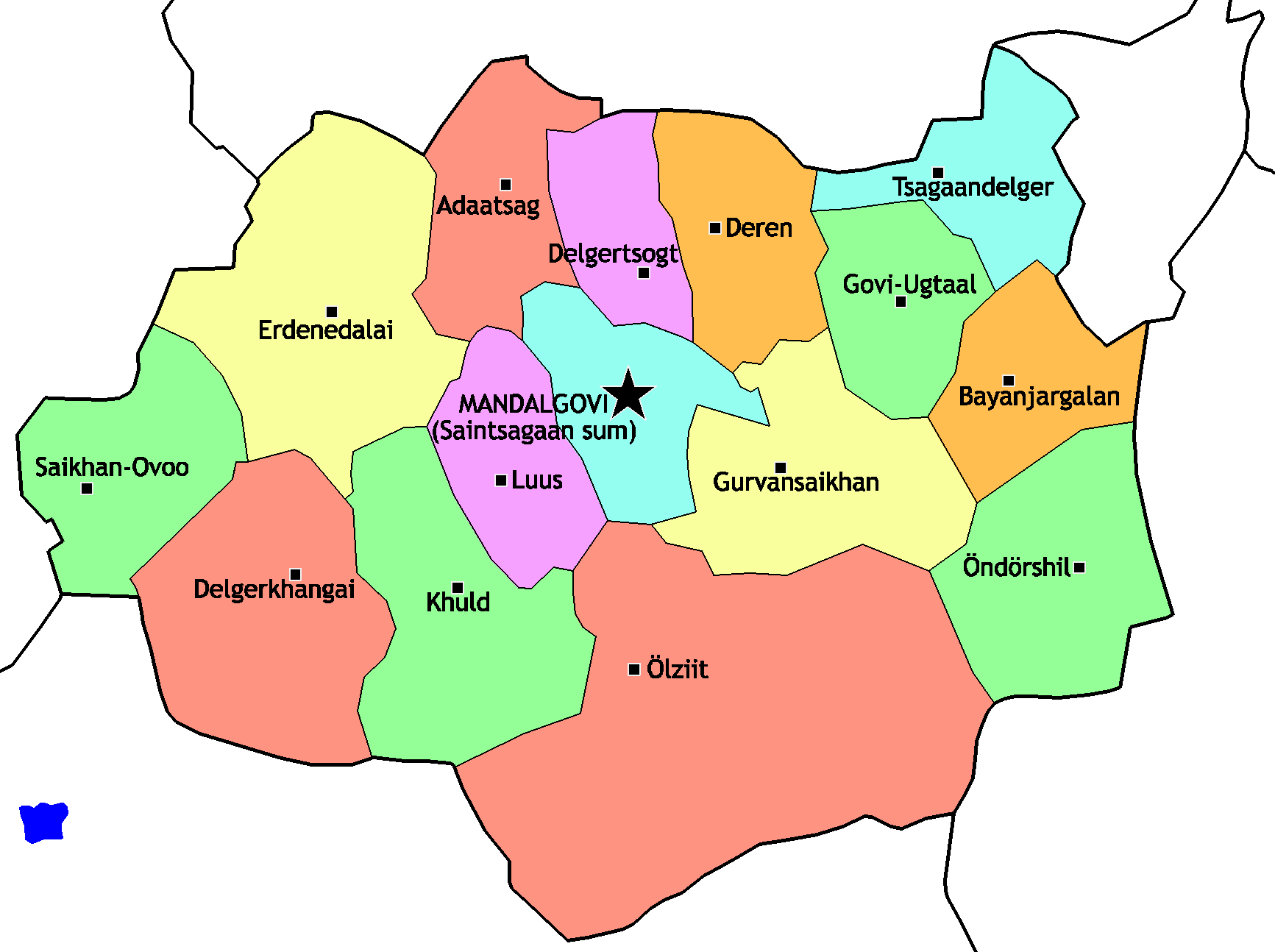
Sums de Dundgovi

- Adaatsag
- Bayanjargalan
- Delgerkhangai
- Delgertsogt
- Deren
- Erdenedalai
- Govi-Ugtaal
- Gurvansaikhan
- Khuld
- Luus
- Ölziit
- Öndörshil
- Saikhan-Ovoo
- Saintsagaan
- Tsagaandelger

### Govi-Altay

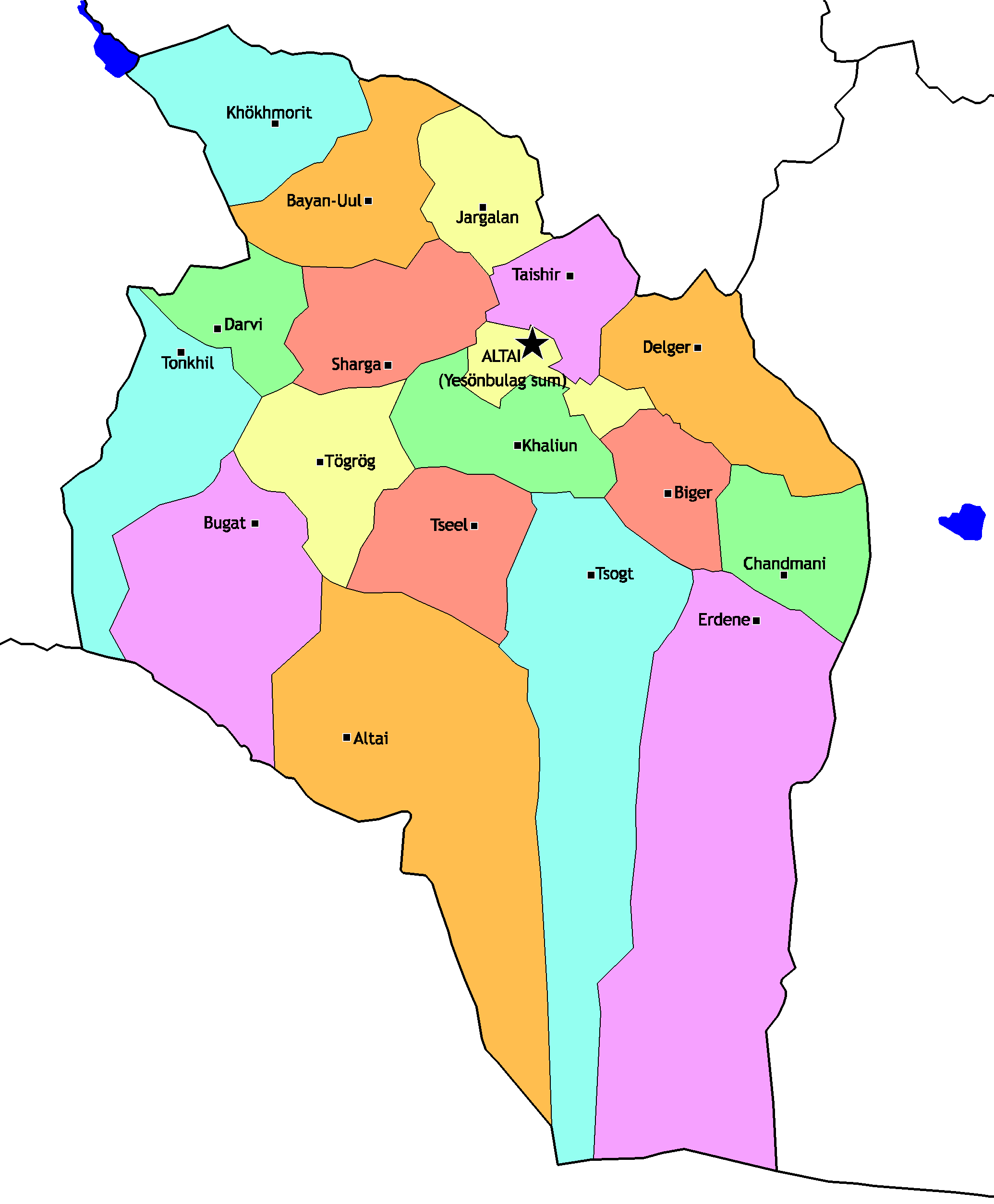
Sums de Govi-Altai

- Altai
- Bayan-Uul
- Biger
- Bugat
- Chandmani
- Darvi
- Delger
- Erdene
- Khaliun
- Khökh morit
- Jargalan
- Sharga
- Taishir
- Tögrög
- Tonkhil
- Tseel
- Tsogt
- Yesönbulag

### Govisümber

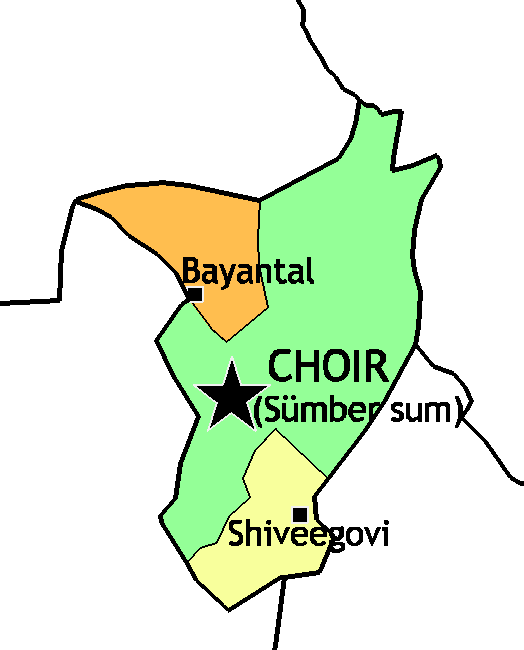
Sums de Govisümber

- Bayantal
- Shiveegovi
- Sümber

### Khovd

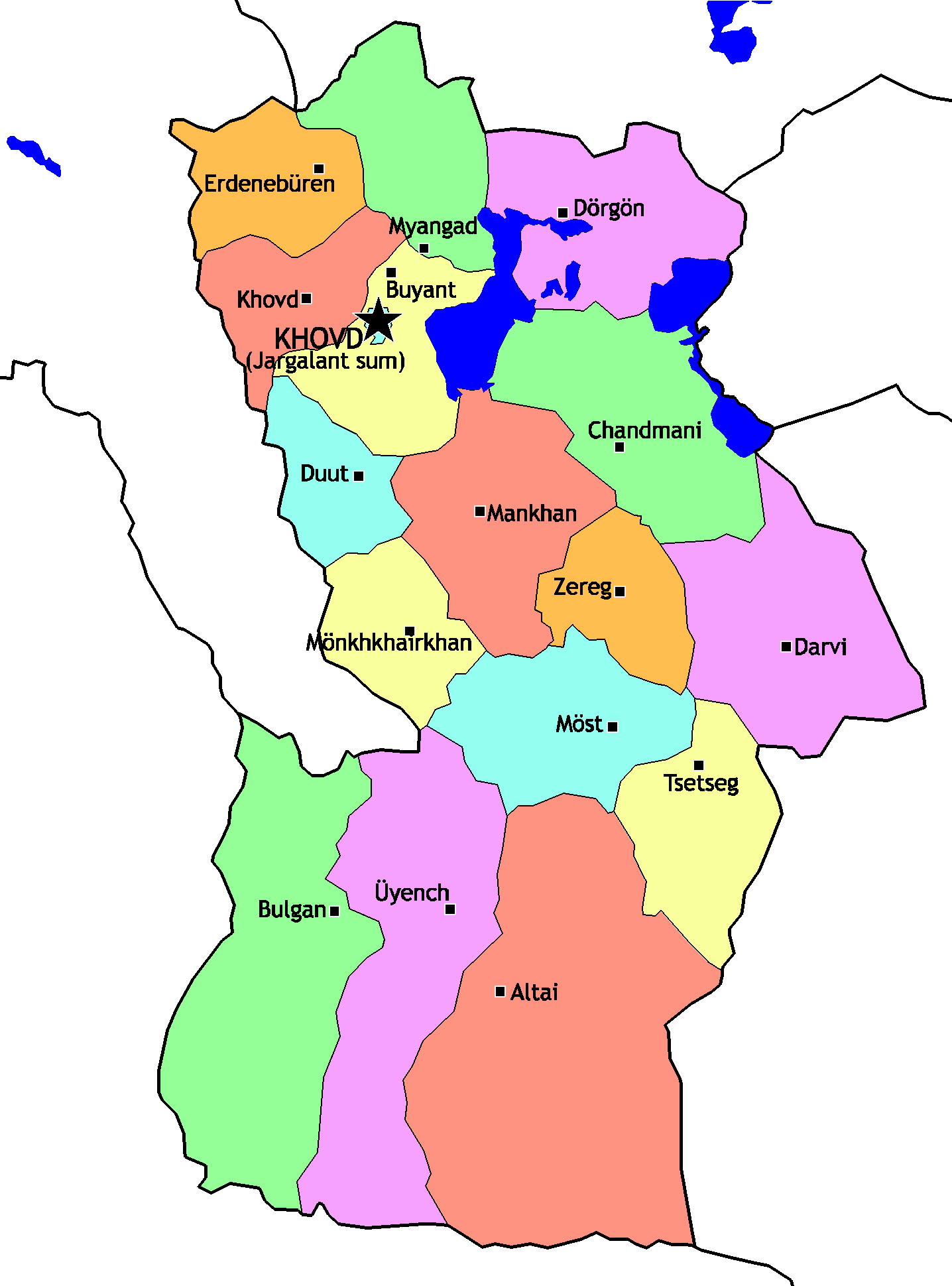
Sums de Hovd

- Altai
- Bulgan
- Buyant
- Chandmani
- Darvi
- Dörgön
- Duut
- Erdenebüren
- Hovd
- Jargalant
- Mankhan
- Mönkhkhairkhan
- Möst
- Myangad
- Tsetseg
- Üyench
- Zereg

### Khentii

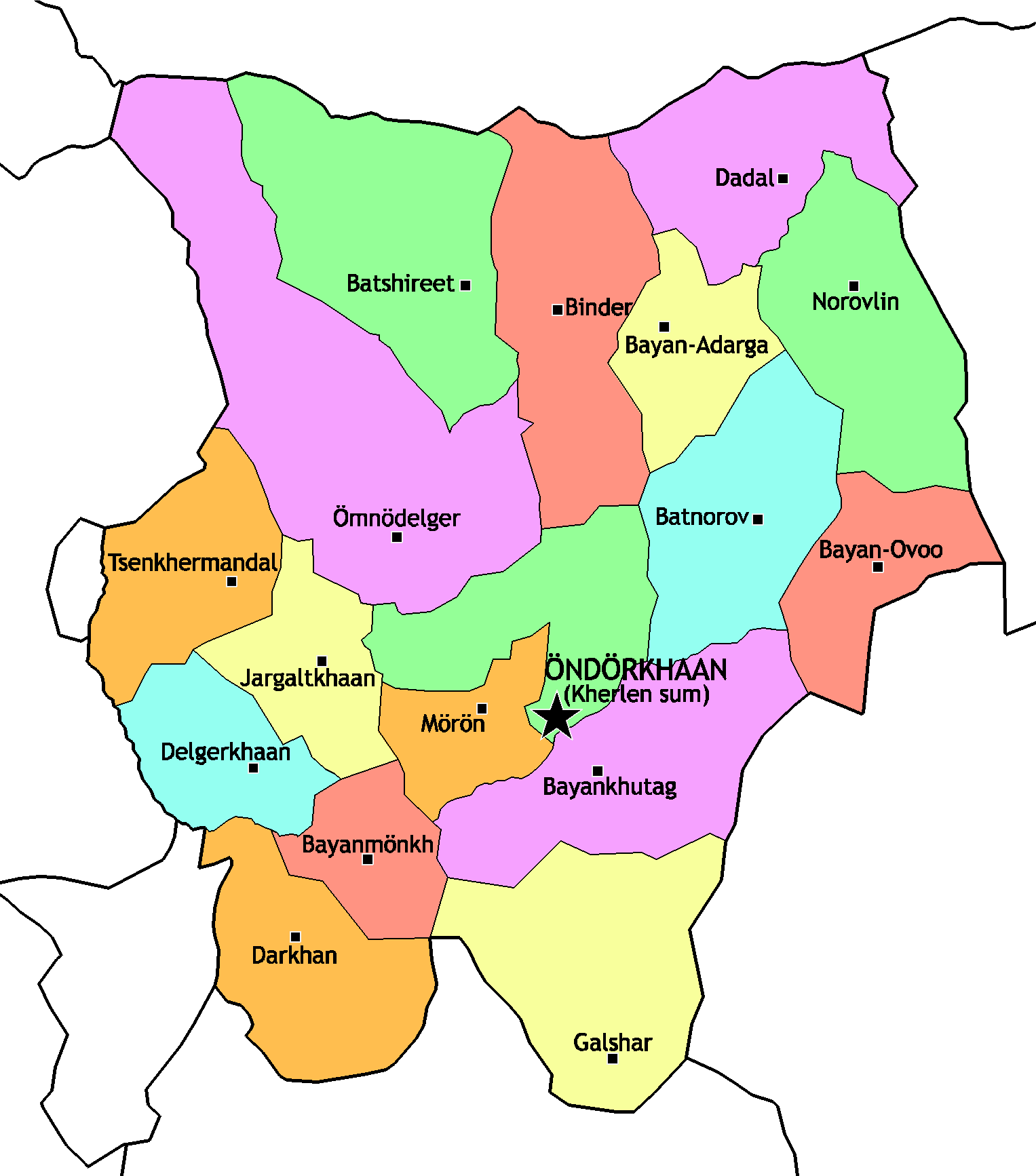
Sums de Khentii

- Batnorov (en)
- Batshireet (en)
- Bayan-Adarga (en)
- Bayankhutag (en)
- Bayanmönkh (en)
- Bayan-Ovoo (en)
- Binder (en)
- Dadal
- Darkhan
- Delgerkhaan (en)
- Galshar (en)
- Jargaltkhaan
- Kherlen (en)
- Mörön (en)
- Norovlin (en)
- Ömnödelger (en)
- Tsenkhermandal (en)

### Khövsgöl

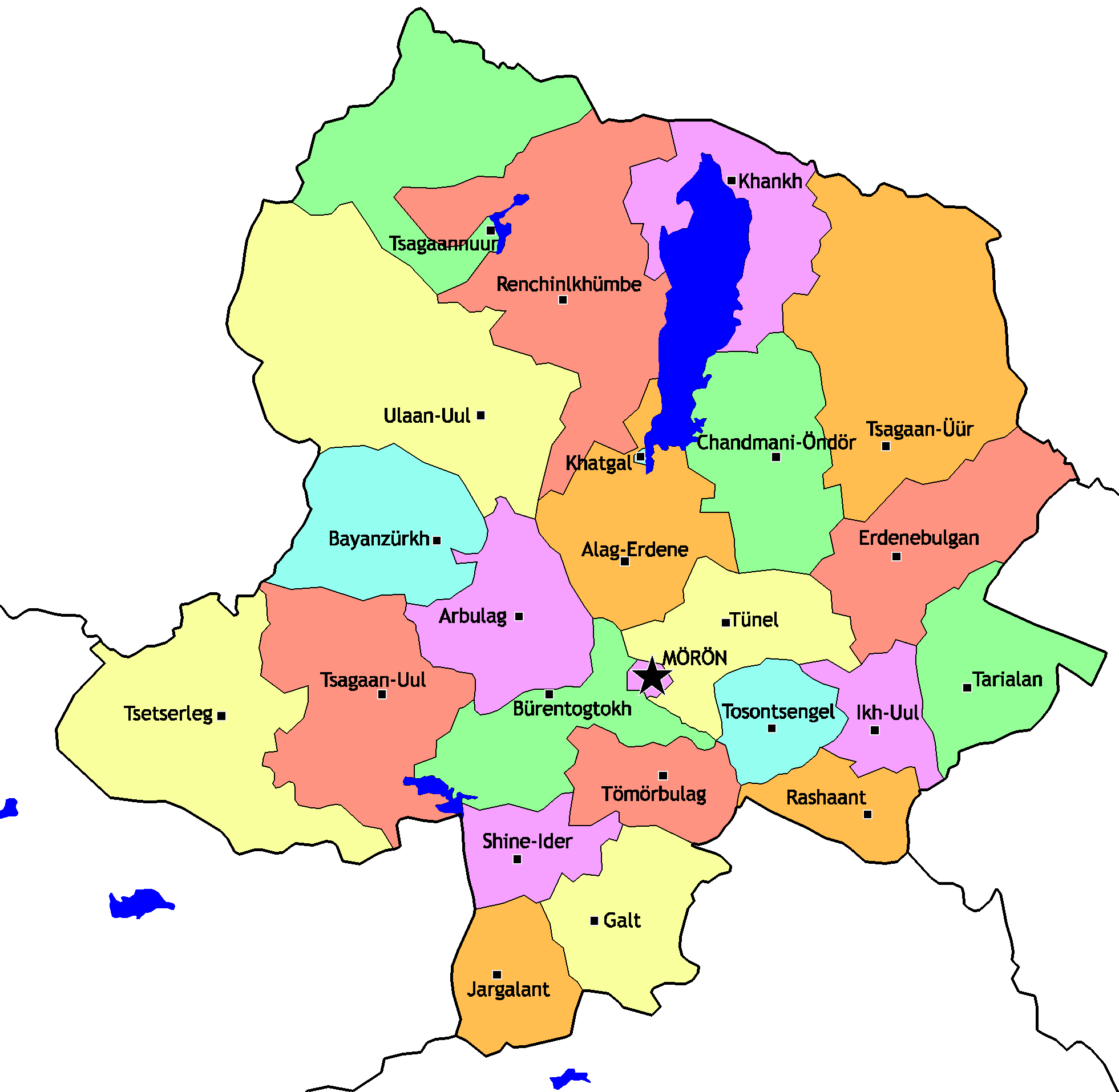
Sums de Khövsgöl

- Alag-Erdene
- Arbulag
- Bayanzürkh (ou Bayanzürh)
- Bürentogtokh (ou Bürentogtoh)
- Chandmani-Öndör
- Erdenebulgan
- Galt
- Khankh (ou Hanh)
- Khatgal (ou Hatgal)
- Ikh-Uul
- Jargalant
- Mörön
- Rashaant
- Renchinlkhümbe
- Shine-Ider
- Tarialan
- Tömörbulag
- Tosontsengel
- Tsagaannuur
- Tsagaan-Uul
- Tsagaan-Üür
- Tsetserleg
- Tünel
- Ulaan-Uul

### Ömnögovi

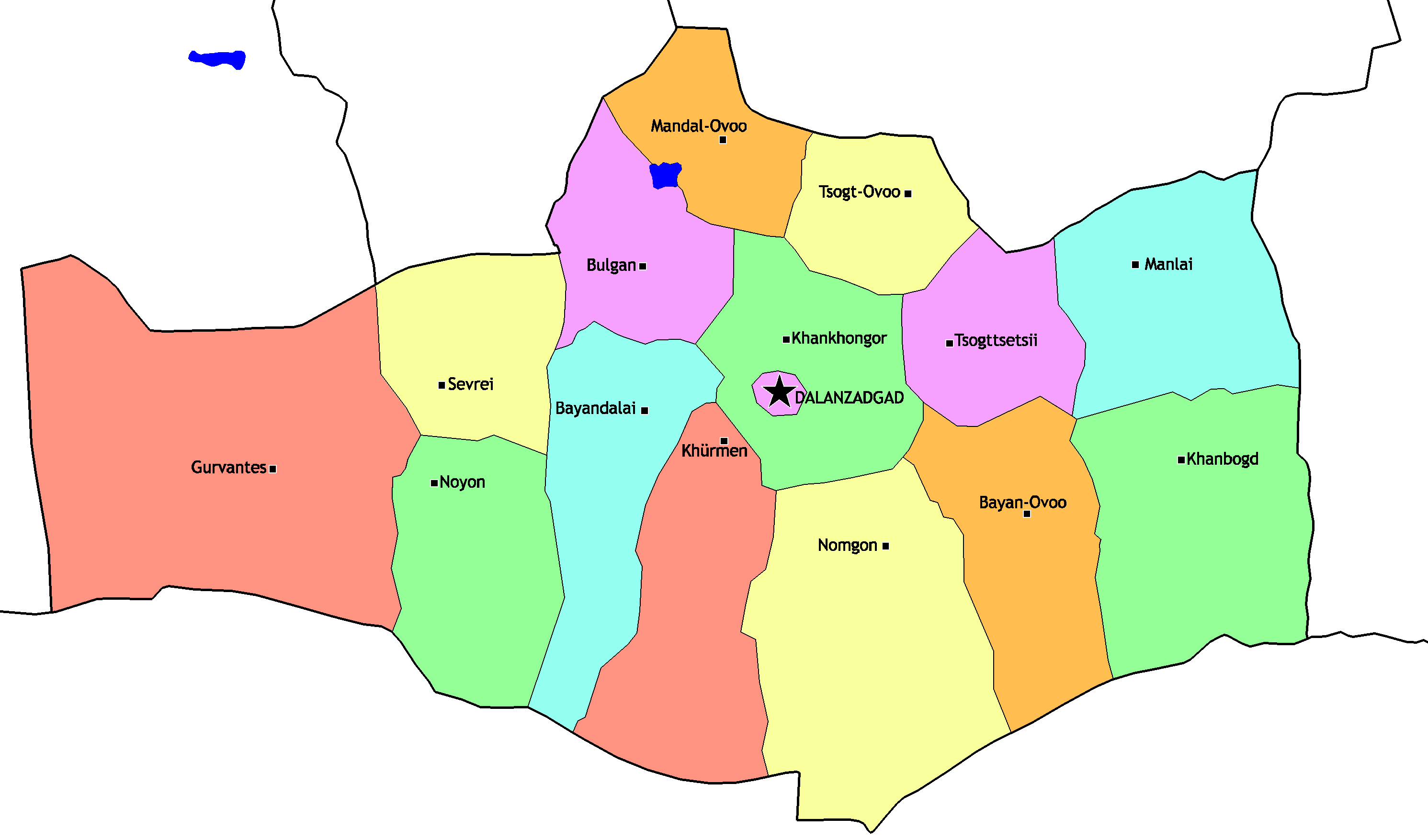
Sums de Ömnögovi

- Bayan-Ovoo
- Bayandalai
- Bulgan
- Dalanzadgad
- Gurvan tes
- Khanbogd
- Khan khongor
- Khürmen
- Mandal-Ovoo
- Manlai
- Nomgon
- Noyon
- Sevrei
- Tsogt-Ovoo
- Tsogttsetsii

### Orkhon

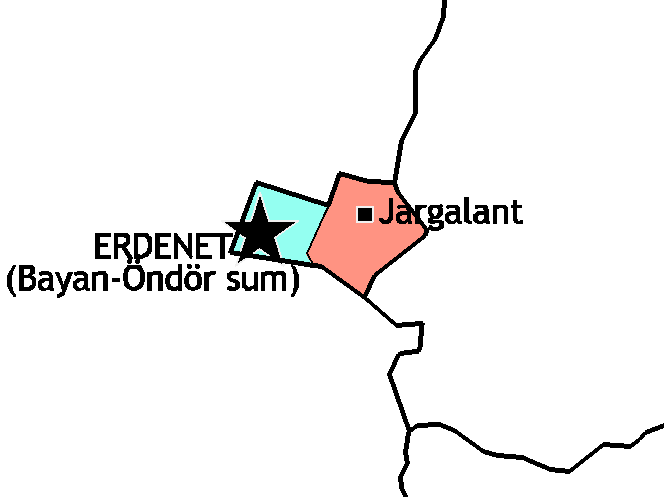
Sums de Orkhon

- Bayan-Öndör
- Jargalant

### Övörkhangai

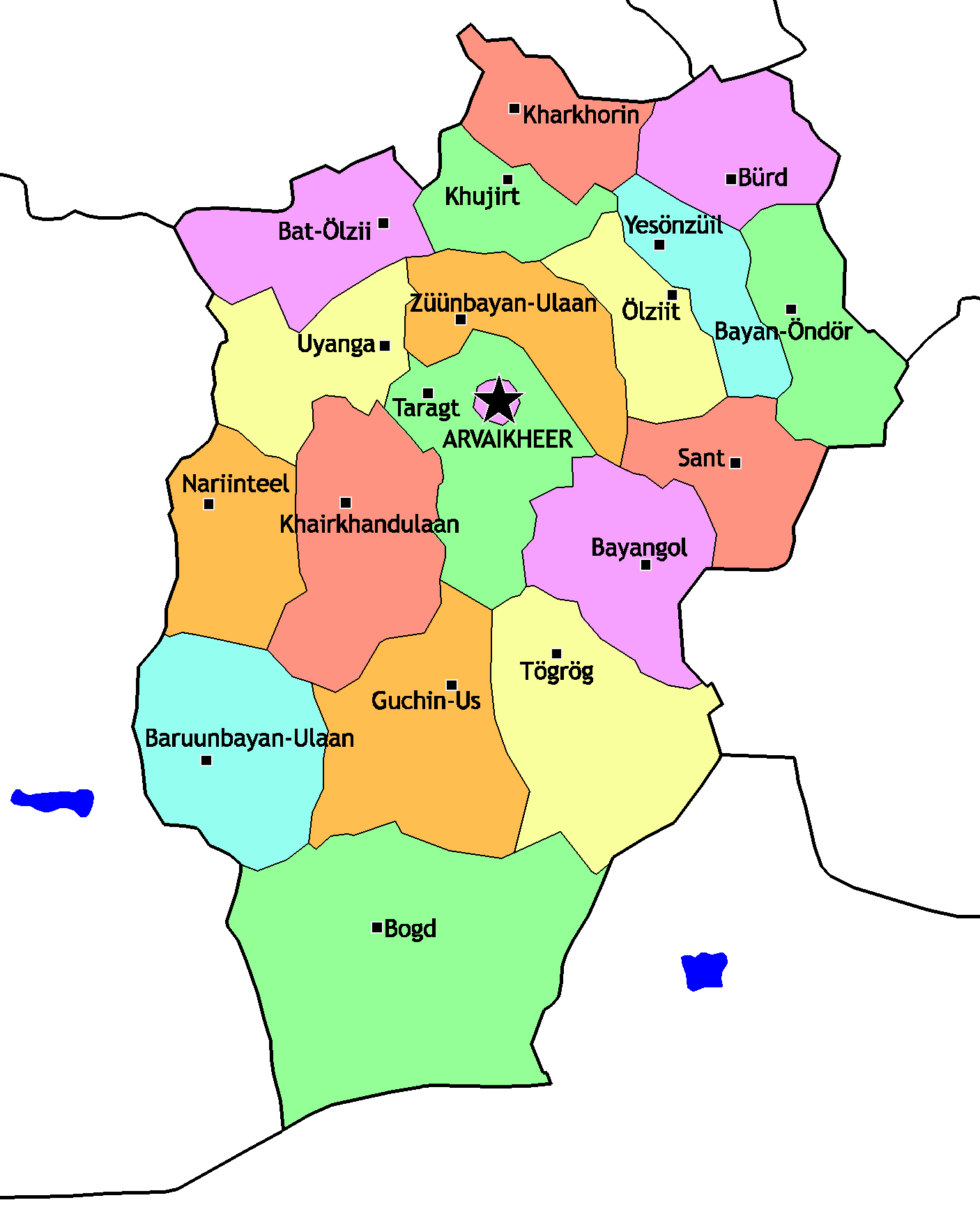
Sums de Övörkhangai

- Arvaikheer
- Baruun Bayan-Ulaan
- Bat-Ölzii
- Bayan-Öndör
- Bayangol
- Bogd
- Bürd
- Guchin-Us
- Kharkhorin
- Khairkhandulaan
- Khujirt
- Nariinteel
- Ölziit
- Sant
- Taragt
- Tögrög
- Uyanga
- Yesönzüil
- Züünbayan-Ulaan

### Selenge

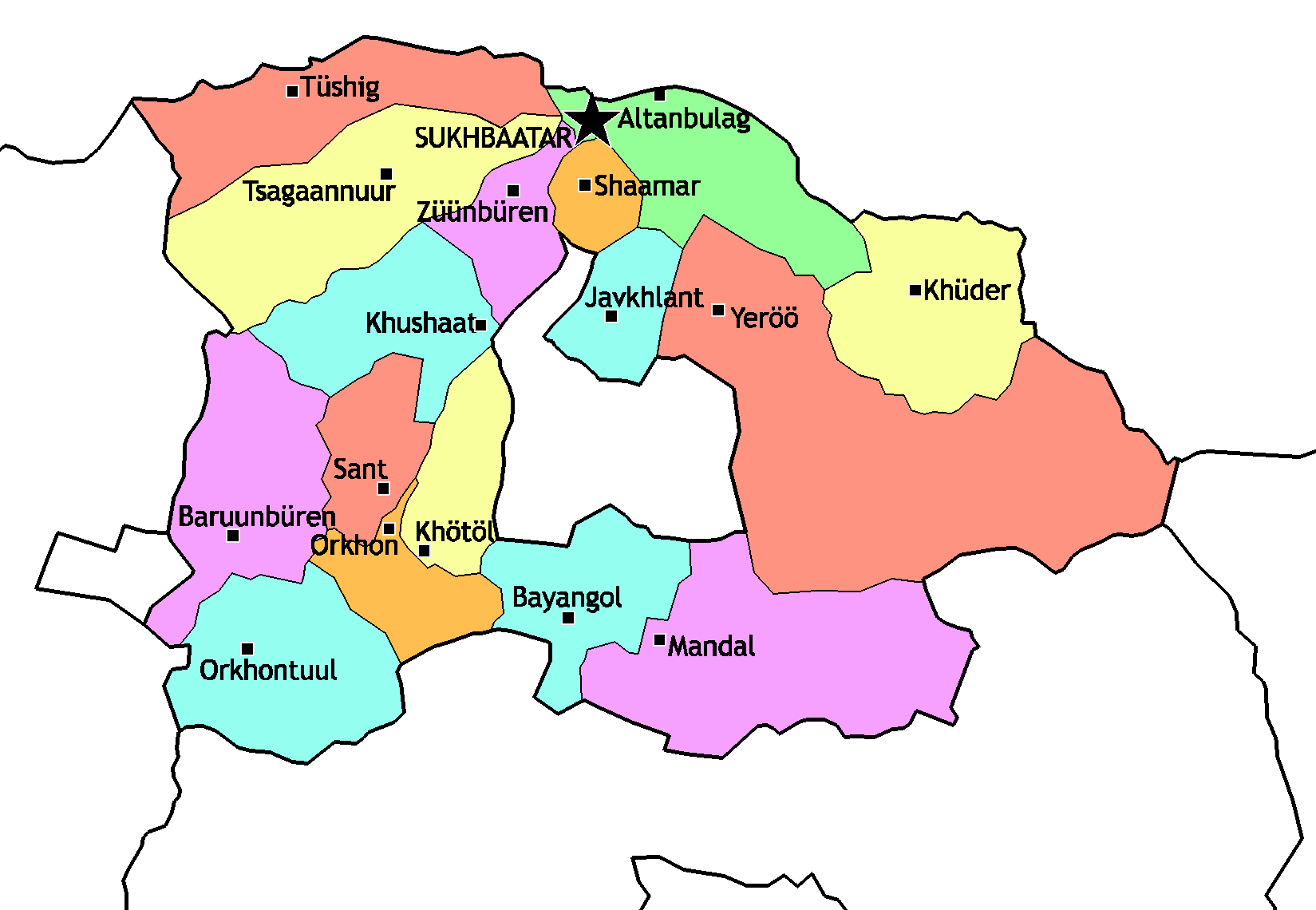
Sums de Selenge (la zone enclavée est la province de Darkhan-Uul).

- Altanbulag
- Baruunbüren
- Bayangol
- Javkhlant
- Khüder
- Khushaat
- Mandal
- Orkhon
- Orkhontuul
- Sant
- Saikhan
- Shaamar
- Sükhbaatar
- Tsagaannuur
- Tüshig
- Yeröö
- Züünbüren

### Sükhbaatar

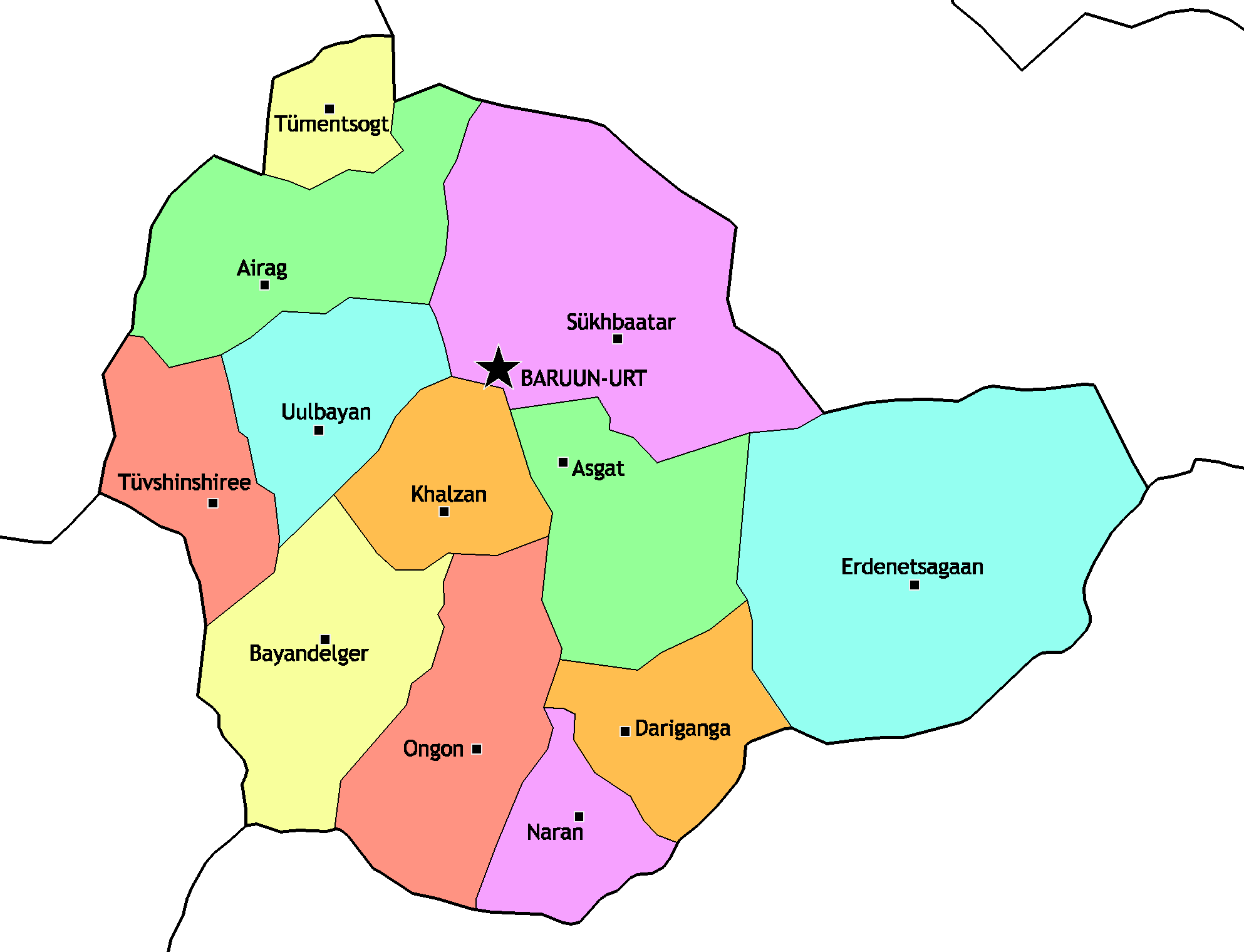
Sums de Sükhbaatar

- Asgat
- Baruun-Urt
- Bayandelger
- Dariganga
- Erdenetsagaan
- Khalzan
- Mönkhkhaan
- Naran
- Ongon
- Sükhbaatar
- Tüvshinshiree
- Tümentsogt
- Uulbayan

### Töv

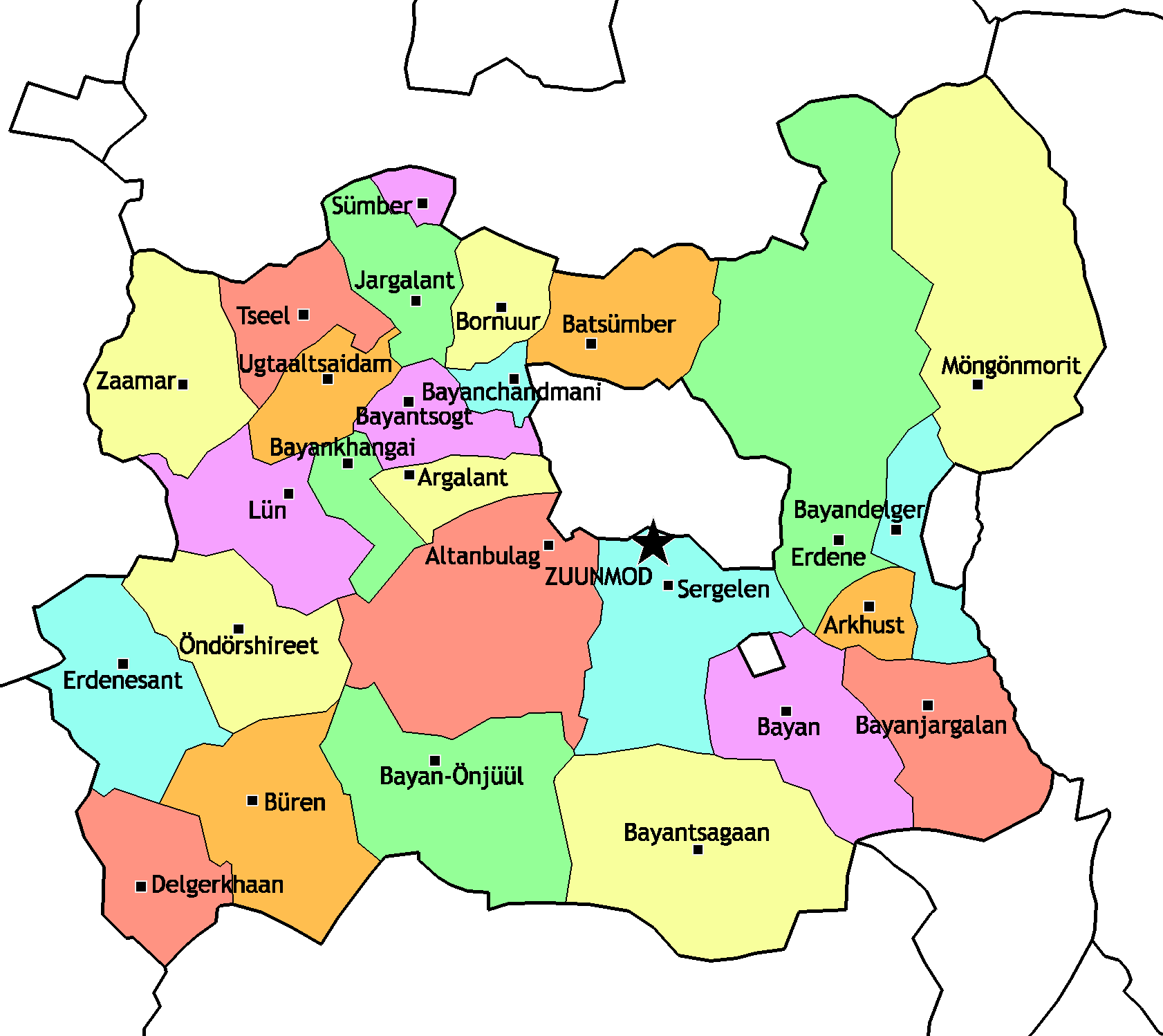
Sums de Töv (la zone enclavée en trois parties au centre et en périphérie est le district fédéral d'Oulan-Bator).

- Altanbulag
- Argalant
- Arkhust
- Batsümber
- Bayan
- Bayan-Önjüül
- Bayanchandmani
- Bayandelger
- Bayanjargalan
- Bayankhangai
- Bayantsagaan
- Bayantsogt
- Bornuur
- Büren
- Delgerkhaan
- Erdene
- Erdenesant
- Jargalant
- Lün
- Möngönmort
- Öndörshireet
- Sergelen
- Sümber
- Tseel
- Ugtaal
- Zaamar
- Zuunmod

### Uvs

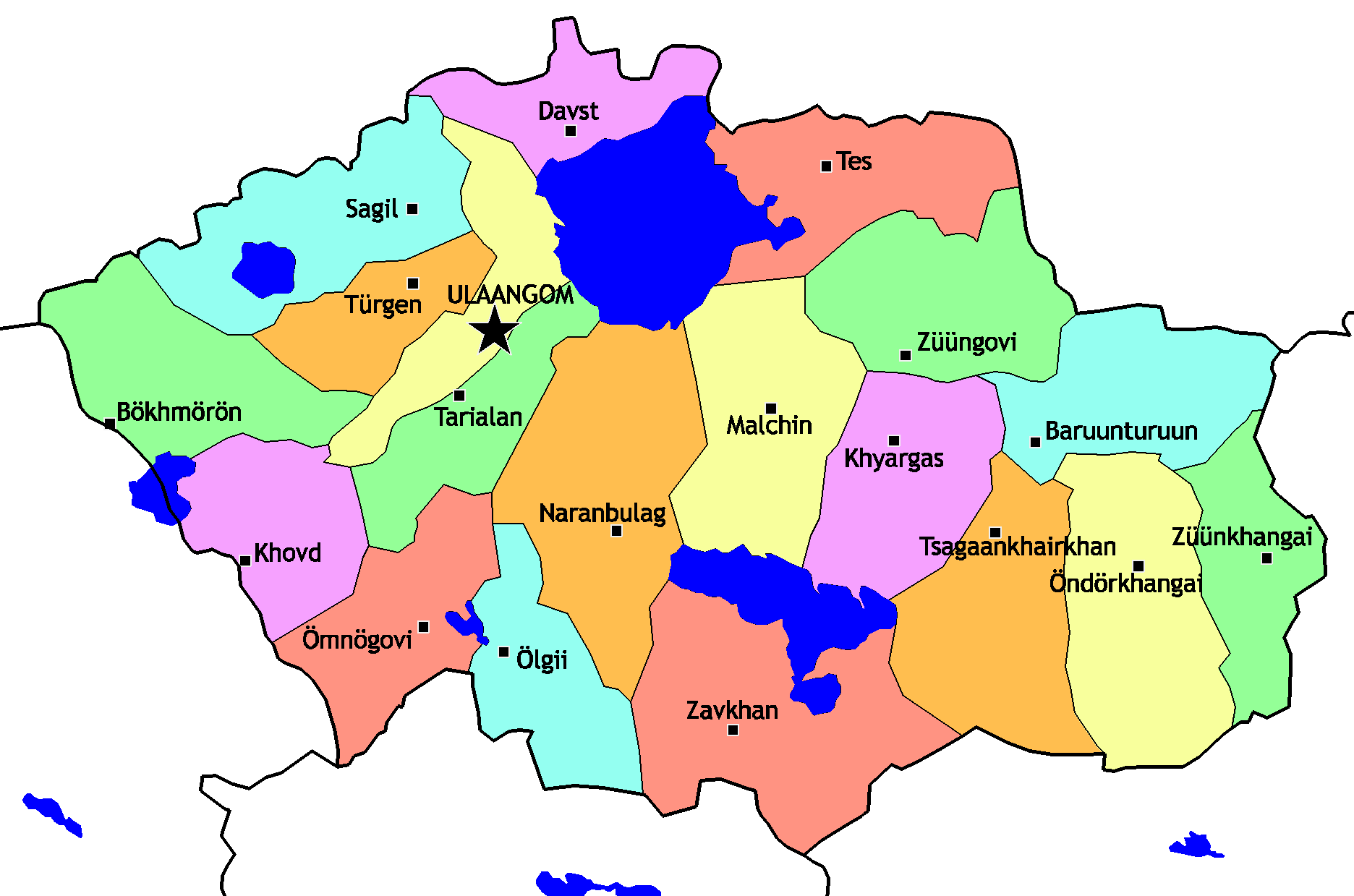
Sums de Uvs

- Baruunturuun
- Böhmörön
- Davst
- Hovd
- Hyargas
- Malchin
- Naranbulag
- Ölgiy
- Ömnögovi
- Öndörhangay
- Sagil
- Tarialan
- Tes
- Tsagaankhairkhan
- Türgen
- Ulaangom
- Zavhan
- Züüngovi
- Züünhangay

### Zavkhan

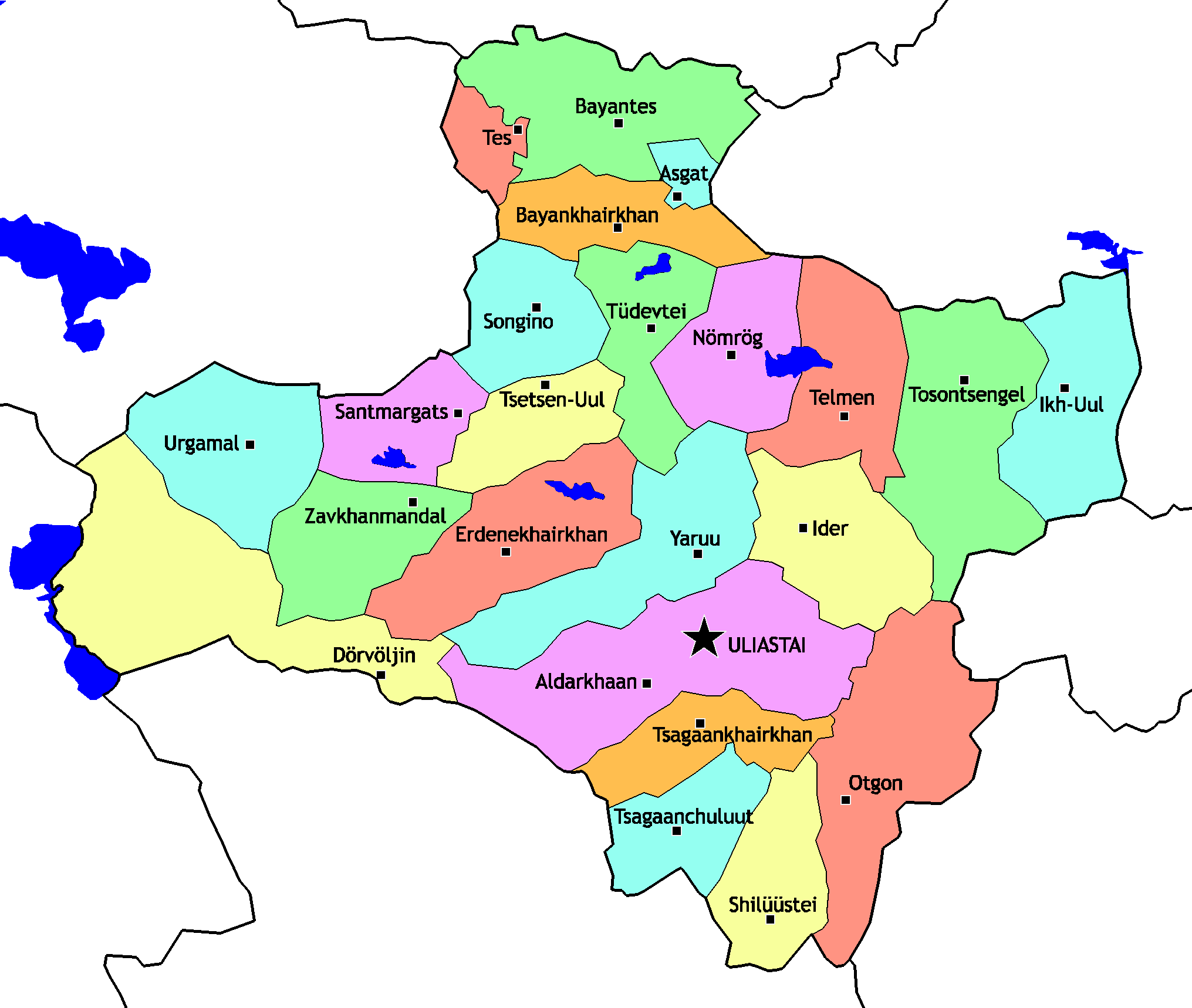
Sums de Zavkhan

- Aldarkhaan
- Asgat
- Bayankhairkhan
- Bayantes
- Dörvöljin
- Erdenekhairkhan
- Ider
- Ikh-Uul
- Nömrög
- Otgon
- Santmargats
- Shilüüstei
- Songino
- Telmen
- Tes
- Tosontsengel
- Tsagaanchuluut
- Tsagaankhairkhan
- Tsetsen-Uul
- Tüdevtei
- Uliastai
- Urgamal
- Yaruu
- Zavkhanmandal